# 与謝野町立三河内小学校
与謝野町立三河内小学校（よさのちょうりつみごちしょうがっこう）とは、与謝郡与謝野町にある公立小学校である。

## 通学区域
- 与謝野町三河内

## 進学先中学校
- 与謝野町立江陽中学校

## 通学区域が隣接している学校
- 与謝野町立市場小学校
- 与謝野町立加悦小学校